# Joe Blewitt
Joe Blewitt (Reino Unido, 1 de noviembre de 1895-30 de mayo de 1954) fue un atleta británico, especialista en la prueba de 3000 m por equipo en la que llegó a ser subcampeón olímpico en 1920.

## Carrera deportiva
En los JJ. OO. de Amberes 1920 ganó la medalla de plata en los 3000 m por equipo, con una puntuación total de 20 puntos, tras Estados Unidos (oro) y por delante de Suecia (bronce), siendo sus compañeros de equipo: Albert Hill y William Seagrove.